# میا هریسون
میا هریسون (انگلیسی: Mýa؛ زادهٔ ۱۰ اکتبر ۱۹۷۹) یک موسیقی‌دان اهل ایالات متحده آمریکا است. وی از سال ۱۹۹۸ میلادی تاکنون مشغول فعالیت بوده‌است. اولین آلبوم وی با نام میا در سال ۱۹۹۸ منتشر شد و در آمریکا بیشتر از یک میلیون نسخه فروخت و ترانه همش درباره من است از این آلبوم معروف شد.
از فیلم‌ها یا برنامه‌های تلویزیونی که وی در آن نقش داشته‌است می‌توان به مایل هستید برقصیم؟، شیکاگو، نفرین‌شده، رقص کثیف ۲، متخصص قلب و در عمق زیاد اشاره کرد.
در آهنگ خیرخواهانه What More Can I Give «بیش از این چه توانم بخشید» مایکل جکسون که در سال ۲۰۰۲ انتشار یافت نقش داشته و قطعاتی را خواند. این آهنگ در پاسخ به حادثه ۱۱ سپتامبر به تولید رسید.
در جشن سی امین سالگرد فعالیت هنری مایکل جکسون در سال ۲۰۰۱ در اجرای آهنگهای می‌خوای چیزی رو شروع کنی و دنیا را التیام بده شرکت داشت.